# Petran
Petran là một xã trong quận Përmet thuộc hạt Gjirokastër, Albania. Dân số năm 2005 là 2248 người.